# スピネット
スピネット（英: spinet、仏: epinette、伊: spinetta、西: espineta）は小型のチェンバロである。
スピネットという用語は主にベントサイド・スピネットのことを指すが、イタリアに見られる多角形のヴァージナルもスピネットと呼ばれる。
ベントサイド・スピネットは三角形に近い外形をもち、弦は鍵盤に対し斜めに張られる。
一般的に一段鍵盤、弦は8'が1列のみであり、時にバフストップが付いていることもある。